# 영춘화속
영춘화속(Jasminum)은 물푸레나무과의 속이다. 영춘화속 식물은 자스민(영어: jasmine ← 페르시아어: yasmin, "신의 선물"이라는 뜻) 또는 재스민으로 불린다. 200여 종으로 이루어져 있으며, 구세계의 열대와 온대 지역에 분포한다. 잎은 상록성인 경우도 있고, 낙엽성인 경우도 있다. 영춘화속 식물은 세계에서 약 300 종류가 알려져 있다.
아시아와 아프리카의 열대 또는 아열대 지역이 원산지이다. 대부분의 종은 백색 또는 황색 꽃을 피운다. 여러 종의 꽃은 강한 향기를 가지고 있어 향수와 재스민차의 원료로 사용된다. 황매화도 이에 포함되지만, 방향은 아니다.
한자로 말리(茉莉)라고 하며, 산스크리트의 말리카(mallikā)가 어원으로, 원래는 말리화(茉莉花)라고 불렀다.
향기의 주요 성분은 자스몬산 메틸이다. 재스민 꽃에는 몇 가지의 향 성분이 포함되어 있지만, 그 중에서도 재스민 향기를 성격을 나타내는 유일한 향기 성분인 cis - 자스몬은 아직 공업적 생산법이 확립되어 있지 않고, 자연의 꽃에서 추출 정제하는 방법 밖에 없기 때문에, cis - 자스몬을 주원료로 하는 향료는 매우 고가이다. 그것보다 공업적 생산법이 확립되어 있는 자스몬산 메틸 계의 향료는 비교적 싸게 구입할 수 있으며, 향수와 아로마 오일 등으로 일반적으로 널리 유통되고 있다.

## 종류
종은 다음과 같다:
- Jasminum abyssinicum  Hochst. ex DC. – 숲 재스민
- Jasminum adenophyllum  Wall. – 핀휠 재스민, 청포도 재스민, 프린세스 재스민, 체방, 라이 라 코 투옌[1]
- Jasminum angulare  Vahl
- Jasminum dichotomum  Vahl – 골드 코스트 재스민[2]
- Jasminum didymum (사모아 제도 토종)[3]
- Jasminum grandiflorum  L. – 스페인 재스민,[2] 왕재스민,[2] 카탈로니아 재스민[2]
- Jasminum humile  L. – 이태리 노랑 재스민[2]

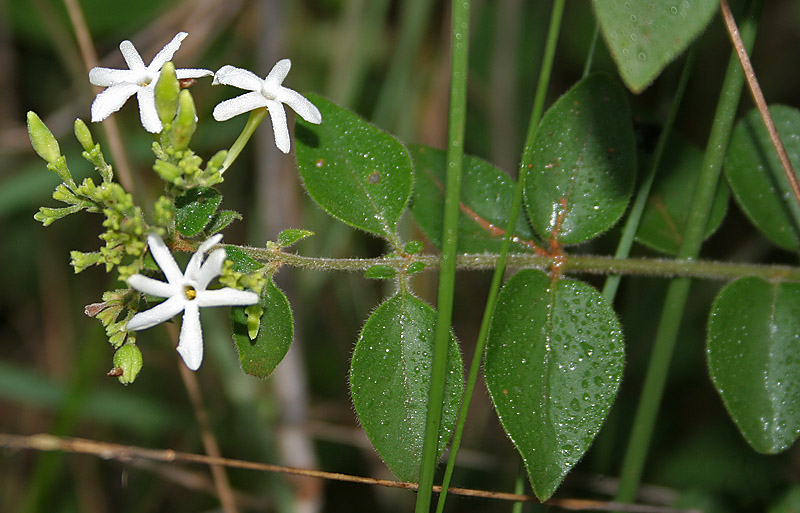
Jasminum auriculatum at Talakona forest, in Chittoor District of Andhra Pradesh, India.

- Jasminum lanceolarium Roxb.
- Jasminum mesnyi  Hance – 일본 재스민,[2] 프림로즈 재스민,[2] 노란 재스민[2]
- Jasminum multiflorum   (Burm. f.) Andrews – 인디언 재스민, 겨울 재스민[2]
- Jasminum multipartitum Hochst. - 별모양 야생 재스민
- Jasminum nervosum Lour.
- Jasminum nudiflorum Lindl 영춘화
- Jasminum odoratissimum  L. – 노랑 재스민[2]
- Jasminum officinale  L. – 보통 재스민,[2] 시인의 재스민,[2] jasmine,[2] jessamine[2]
- Jasminum parkeri  Dunn – 난쟁이 재스민[4]
- Jasminum polyanthum Franch.
- Jasminum sambac  (L.) Aiton – 아라비아 재스민[2]
- Jasminum sinense Hemsl.
- Jasminum urophyllum Hemsl.